# Nordägäische Inseln

Inseln der nördlichen Ägäis

Mit dem Begriff Nordägäische Inseln werden im Deutschen üblicherweise die griechischen Inseln der nördlichen Ägäis, also die Inseln der griechischen Regionen Makedonien, Thrakien und die nördlich von Lesbos gelegenen Inseln der Region Nördliche Ägäis zusammengefasst. Eine Inselgruppe im eigentlichen Sinne bilden sie nicht. Im weiteren Sinne zählen auch die heute türkischen Inseln Gökçeada und Bozcaada hinzu. Die nordägäischen Inseln gehören im weiteren Sinne zu den griechischen Sporaden. Auch die Nördlichen Sporaden und die Insel Lesbos werden in der deutschsprachigen Reiseliteratur gelegentlich zu den Nordägäischen Inseln gezählt. Für die Gesamtheit der nord- und ostägäischen Inseln ist außerdem die Bezeichnung Nordostägäische Inseln in Gebrauch.
Die griechische Bezeichnung Nisia Voriou Egeou (Νησιά Βορείου Αιγαίου, wörtlich „Inseln der nördlichen Ägäis“), die ebenfalls meist „Nordägäische Inseln“ übersetzt wird, meint häufig die Inseln der Verwaltungsregion Nördliche Ägäis, die im Deutschen zum großen Teil als Ostägäische Inseln zusammengefasst werden.
Die Inseln Thasos und Samothraki vor der nordgriechischen Küste werden gelegentlich auch unter dem Begriff Thrakische Inseln zusammengefasst. Thasos gehört jedoch zur historischen Region Makedonien, während das historische Thrakien auch die Insel Gökçeada umfasst.
Somit zählen zu den Nordägäischen Inseln im engeren Sinne
- in der Region Makedonien
  - Zahlreiche kleine Inseln vor der Küste der Halbinsel Chalkidiki, darunter Amouliani und die Inselgruppe der Drenia sowie einige Inseln auf dem Territorium der Mönchsrepublik Athos
  - Xeronisi
  - Thasos und umliegende kleinere Inseln, darunter Thasopoula
- in der Region Thrakien
  - Samothraki und Ladoxera
- in der Region Nördliche Ägäis
  - Limnos und umliegende Inseln
  - Agios Efstratios und umliegende Inseln